# Lagorchestes
Lagorchestes (грец. λαγός — «заєць», і ὀρχηστής — «танцюрист») — рід родини Кенгурових. Вміщує 4 види, які мешкають в Австралії. Назва тварини вказує на зайцеподібні зигзаги, які, кидаючись, роблять ці тварини, коли їх потурбувати.

## Спосіб життя
Живуть на відкритих трав'янистих чи спініфексових рівнинах з чи без кущів та дерев. Зазвичай солітарні та нічні. Харчується рослинною їжею. L. conspicillatus вибірковий їдок, об'їдаючи головним чином чужеріднні кущі й верхівки спініфексового листя. Він ніколи не п'є води, навіть якщо вона доступна. У L. conspicillatus певного сезону розмноження нема, молодь залишає сумку на 150 день, вагітність триває 29-31 день. Самиці досягають статевої зрілості за 12 місяців. 

## Опис
Морфометрія. Для L. conspicillatus довжина голови й тіла : 400—470 мм, довжина хвоста: 370—490 мм, вага 1600—4500 гр. Для L. hirsutus довжина голови й тіла : 310—390 мм, довжина хвоста: 245—380 мм, вага 780—1740 гр.
Опис. L. leporides сірувато-коричневий зверху з червонуватими боками і сірувато-білими нижніми частинами тіла. L. hirsutus у значній мірі такий же за винятком довгого червонуватого волосся на нижній частині спини, надаючи їй кудлатого вигляду. L. conspicillatus сіро-коричневий чи жовтувато-сірий зверху і білуватий чи червонуватий знизу з червонуватими вставками, що окреслюють очі та білими стегновими мітками. Остьове волосся довге і грубе. Усі види мають м'яке, товсте, довге підшерстя. Члени цього роду мають 34 зуба, на два більше ніж у інших валабі. 